# ثورات 1989
كانت ثورات 1989 (المعروفة أيضًا باسم سقوط الشيوعية وانهيار الشيوعية وثورات أوروبا الشرقية وخريف الدول) هي الثورات أطاحت بالدول الشيوعية في مناطق مختلفة في دول أوروبا الوسطى والشرقية.
بدأت الأحداث في بولندا عام 1989م، واستكملت مسيرتها في المجر و‌ألمانيا الشرقية وبلغاريا وتشيكوسلافاكيا و‌رومانيا. كان التوسع في حملات المقاومة المدنية يعد إحدى المميزات السائدة لتلك التطورات والتي تظهر المعارضة الشعبية لاستمرار حكم الحزب الواحد والمساهمة في الضغط من أجل التغيير. كانت رومانيا هي الدولة الوحيدة في الكتلة الشرقية التي أطاحت بالنظام الشيوعي إطاحة لا سلمية. أخفقت مظاهرات ساحة تيانانمن في تحفيز التغيرات السياسية الرئيسة في الصين. إضافة إلى ذلك ساعدت الصور القوية التي أظهرت الاستماتة في الدفاع أثناء تلك الاحتجاجات في إثارة الأحداث في العديد من البقاع الأخرى من العالم. كان سقوط جدار برلين عام 1990م، من بين الثورات الأشهر المعادية للشيوعية، وهو الأمر الذي يمثل البداية الرمزية لإعادة توحيد ألمانيا عام 1990م.
تم حل الاتحاد السوفيتي بحلول نهاية عام 1991م، مما نتج عنه ميلاد 14 دولة (أرمينيا و‌أذربيجان و‌روسيا البيضاء و‌إستونيا و‌جورجيا و‌كازاخستان و‌لاتفيا و‌ليتوانيا و‌مولدوفا و‌طاجيكستان و‌تركمانستان و‌أوكرانيا و‌أوزباكستان و‌قيرغيزستان) أعلنوا استقلالهم عن الاتحاد السوفيتي وقد خلفت روسيا الاتحادية مجموعة كبيرة منهم. انتهت الشيوعية من ألبانيا و‌يوغسلافيا بين أعوام 1990م و1992م وانقسمت الأخيرة لخمس دول أخرى بحلول عام 1992م سلوفينيا و‌كرواتيا و‌مقدونيا و‌البوسنة والهرسك وجمهورية يوغسلافيا المتحدة (التي سميت فيما بعد بصربيا والجبل الأسود وانقسمت بعدها لدولتين، صربيا و‌الجبل الأسود). ثم انقسمت صربيا أيضًا عندما انشقت دولة كوسوفو شبه المعترف بها. تفككت تشيكوسلوفاكيا أيضًا بعد ثلاث سنوات من نهاية الحكم الشيوعي، وانقسمت سلميًا إلى جمهورية التشيك و‌سلوفاكيا عام 1992م. وقد نالت الدول الاشتراكية قسطًا من هذا التأثير. انتهت الشيوعية من بعض البلدان مثل كمبوديا وإثيوبيا ومنغوليا و‌اليمن الجنوبي. قاد انهيار الشيوعية المحللون للإعلان عن انتهاء الحرب الباردة.
أدى اعتماد أنواع مختلفة من اقتصاد السوق على الفور إلى الانخفاض العام في مستويات المعيشة في دول ما بعد الشيوعية مع الآثار الجانبية بما فيها ارتفاع شأن طبقة الأوليغارش في دول مثل روسيا وغير المتناسبة تمامًا مع التنمية الاجتماعية والاقتصادية. واختلفت الإصلاحات السياسية، ولم تستطع المؤسسات الشيوعية الحفاظ على احتكار السلطة إلا في خمس دول وهي، الصين و‌كوبا و‌كوريا الشمالية و‌لاوس و‌فيتنام. حولت الكثير من المنظمات الشيوعية والاشتراكية في الغرب مبادئها التوجيهية إلى الديمقراطية الاشتراكية. تغير المشهد السياسي الأوروبي تغيرًا جذريًا، عند انضمام العديد من دول الكتلة الشرقية إلى حلف الناتو و‌التكامل الأوروبي الاقتصادي والاجتماعي الأقوى المترتب على ذلك.

## خلفيتها

### تطوّر الكتلة الشرقية
كانت الاشتراكية تكتسب زخمًا بين مواطني الطبقة العاملة في العالم منذ القرن التاسع عشر. وبلغ هذا الزخم ذروته في أوائل القرن العشرين عندما شكّلت عدة ولايات ومستعمرات أحزابها الشيوعية الخاصة بها. كان للعديد من البلدان المعنية هياكل هرمية ذات حكومات ملكية وهياكل اجتماعية أرستقراطية بالإضافة إلى طبقة راسخة من النبلاء. كانت الاشتراكية غير مرحّبٍ بها في أوساط الطبقات الحاكمة (التي بدأت تشمل قادة الأعمال الصناعية) في أواخر القرن التاسع عشر/ أوائل القرن العشرين؛ على هذا الأساس، قُمِعت الشيوعية. عانى أبطالها من الاضطهاد بينما كان الناس محبطين من تبنيها. كانت هذه هي الممارسة المُتّبعة حتى في الدول التي يُعرف عنها تبني نظامٍ متعدّد الأحزاب.
شهدت الثورة الروسية عام 1917 تأسيس أول دولة شيوعية عُرِفت باسم اتحاد الجمهوريات الاشتراكية السوفياتية، عندما أطاح البلاشفة بالحكومة المؤقتة.
خلال فترة ما بين الحربين العالميتين، كانت الشيوعية تزداد شعبيتها في أجزاء كثيرة من العالم، وخاصةً في البلدات والمدن. ونجمَ عن ذلك سلسلة من عمليات التطهير في العديد من البلدان بهدف تضييق الخناق على الحركة. تسبّبت المقاومة العنيفة لهذا القمع في تصاعد التأييد للشيوعية في وسط وشرق أوروبا.
في المراحل الأولى من الحرب العالمية الثانية، عمِلت كل من ألمانيا النازية والاتحاد السوفيتي على غزو واحتلال دول أوروبا الشرقية بعد توقيع الاتفاق الألماني السوفييتي (اتفاق مولوتوف-ريبنتروب، رسميًا عُرِفت باسم معاهدة عدم الاعتداء بين ألمانيا والاتحاد السوفيتي). ثم انقلبت ألمانيا ضد الاتحاد السوفييتي وأقدمت على غزوه؛ كانت معارك الجبهة الشرقية هذه الأكبر في التاريخ. انضمّ الاتحاد السوفياتي للحلفاء وفي المؤتمرات التي عُقِدت في طهران ويالطا وافق الحلفاء على وضع أوروبا الوسطى والشرقية ضمن «مجال النفوذ السياسي السوفيتي». حارب الاتحاد السوفيتي الألمان واستطاع أخيرًا إيقافهم، ووصل إلى برلين قبل نهاية الحرب العالمية الثانية. كانت الأيديولوجية النازية معادية للشيوعية، وقمع النازيون بوحشية الحركات الشيوعية في البلدان التي احتلوها. لعب الشيوعيون دورًا مهمًّا في مقاومة النازيين في هذه البلدان. عندما أجبر السوفييتيون الألمان على الانسحاب، تولّوا السيطرة المؤقتة على هذه المناطق المدمّرة.
بعد الحرب العالمية الثانية، أكّد السوفييت أن الشيوعيين الموالين لموسكو استولوا على السلطة في البلدان التي احتلّها السوفييتيون. احتفظ السوفييت بقوّاتهم المنتشرة في جميع أنحاء هذه المناطق. واختبرت هذه الدول الحرب الباردة، المرتبطة بميثاق وارسو، وعانت من التوتّرات المستمرّة مع الغرب الرأسمالي، المرتبط بحلف الناتو. أرست الثورة الصينية الشيوعية في الصين في عام 1949.
خلال الثورة الهنغارية عام 1956، وهي ثورة عفوية ضد الاستبداد اندلعت في عموم البلاد، غزا الاتحاد السوفيتي المجر بهدف توطيد سيطرته. وبنفس الطريقة، قمع الاتحاد السوفيتي ربيع براغ من خلال تنظيم غزو حلف وارسو للأراضي التشيكوسلوفاكية في عام 1968.

### ظهور حركة التضامن في بولندا
أدّت الاضطرابات العمالية خلال عام 1980 في بولندا إلى تشكيل حركة تضامن (اتحاد نقابة العمال البولندي)، بقيادة ليخ فاونسا، والتي أصبحت مع مرور الوقت قوّة سياسية. في 13 ديسمبر 1981، بدأ رئيس الوزراء البولندي فويتشخ ياروزلسكي حملة قمع ضد حركة التضامن من خلال إعلان العمل الأحكام العرفية في بولندا، وتعليق النقابة، وسجن جميع قادتها مؤقتًا.

### ميخائيل غورباتشوف
على الرغم من أن العديد من دول الكتلة الشرقية قد حاولت إجراء بعض الإصلاحات الاقتصادية والسياسية الفاشلة والمحدودة منذ خمسينيات القرن العشرين (مثل الثورة المجرية عام 1956 وربيع براغ ربيع 1968)، إلا أن صعود الزعيم السوفيتي ذي الميول الإصلاحية ميخائيل غورباتشوف في عام 1985 أشار نحو المزيد من التحرّر. خلال منتصف ثمانينيات القرن العشرين، بدأ جيل أصغر من العملاء السوفيت (أبارتشيك)، بقيادة غورباتشوف، في الدعوة إلى الإصلاح الجذري من أجل قلب سنوات الركود في بريجنيف. بعد عقود من النمو، كان الاتحاد السوفيتي يواجه الآن فترة من التدهور الاقتصادي الحاد وبحاجة إلى التقانة الغربية والائتمانات للتعويض عن تراجعه المتزايد. زادت تكاليف الحفاظ على وجود قواته العسكرية، لجنة أمن الدولة «كيه بي جي»، والإعانات المقدّمة إلى الدول الأجنبية العميلة من توتّر الاقتصاد السوفيتي المُحتضر.
ظهرت أولى علامات الإصلاح الرئيسي في عام 1986 عندما أطلق غورباتشوف سياسة الغلاسنوست (الانفتاح) في الاتحاد السوفيتي، وأكّد الحاجة إلى البيريسترويكا (إعادة الهيكلة الاقتصادية). بحلول ربيع عام 1989، لم يختبر الاتحاد السوفيتي نقاشًا حيويًا حول وسائل الإعلام فحسب، بل كان قد عقد أيضًا أول انتخابات متعددة المرشحين في مجلس نوّاب الشعب «سي سي سي بّي» المنشأ حديثًا. بينما دعا الغلاسنوست ظاهريًا إلى الانفتاح والنقد السياسي، إلا أنه كان مسموحًا به فقط ضمن نطاق ضيق تمليه الدولة. كان الرأي العام في الكتلة الشرقية لا يزال يخضع لرقابة الشرطة السرية والقمع السياسي.
وحثّ غورباتشوف نظرائه في وسط وجنوب شرق أوروبا على محاكاة البيريسترويكا والغلاسنوست في بلدانهم. ومع ذلك، في حين تشجيع قوّة التحرير، التي انتشرت من الشرق، للإصلاحيين في المجر وبولندا، بقيت دول الكتلة الشرقية الأخرى في حالة شكٍّ علني وأظهرت عدم رغبتها بإجراء أيّ إصلاحات. ظنًّا منهم بأن مبادرات إصلاح غورباتشوف ستكون قصيرة الأمد، تجاهل الحكام الشيوعيون المتشدّدون مثل إريش هونيكر رئيس ألمانيا الشرقية، وتودور جيفكوف رئيس بلغاريا، وغوستاف هوساك رئيس تشيكوسلوفاكيا، ونيكولاي تشاوتشيسكو رئيس رومانيا، دعوات التغيير. وقال أحد أعضاء المكتب السياسي لألمانيا الشرقية: «عندما يعلّق جارك خلفية جديدة، فهذا لا يعني أن عليك فعل ذلك أيضًا».

### الجمهوريات السوفيتية
بحلول أواخر الثمانينات، كان الناس في دول القوقاز ودول البلطيق يطالبون بمزيد من الحكم الذاتي من موسكو، وكان الكرملين يفقد بعضًا من سيطرته على مناطق وعناصر معينة داخل حدود الاتحاد السوفيتي. في نوفمبر 1988، أصدرت جمهورية إستونيا الاشتراكية السوفيتية إعلانًا بالسيادة، مما كان سيؤدي في النهاية إلى تحفيز دول أخرى على إصدار إعلانات مماثلة عن الحكم الذاتي.
كان لكارثة تشيرنوبل في أبريل 1986 آثارٌ سياسية واجتماعية رئيسية حفّزت أو تسبّبت جزئيًا على الأقل في اندلاع ثورات 1989. وكانت إحدى النتائج السياسية للكارثة هي الأهمية المتزايدة للسياسة السوفيتية الجديدة في الغلاسنوست. من الصعب تحديد الكلفة الاقتصادية الإجمالية للكارثة. وفقًا لغورباتشوف، أنفق الاتحاد السوفيتي 18 مليار روبل (ما يعادل 18 مليار دولار في ذلك الوقت) على احتواء وإزالة التلوث، وهذا ما يُعتبر إفلاسًا من الناحية العملية.